# NGC 6822
NGC 6822 (nota anche come Galassia di Barnard o C 57) è una galassia irregolare barrata visibile nella costellazione del Sagittario; fa parte del Gruppo Locale di galassie ed è simile come composizione e struttura alla Piccola Nube di Magellano. Può essere individuata con un telescopio di medie dimensioni.

## Storia delle osservazioni

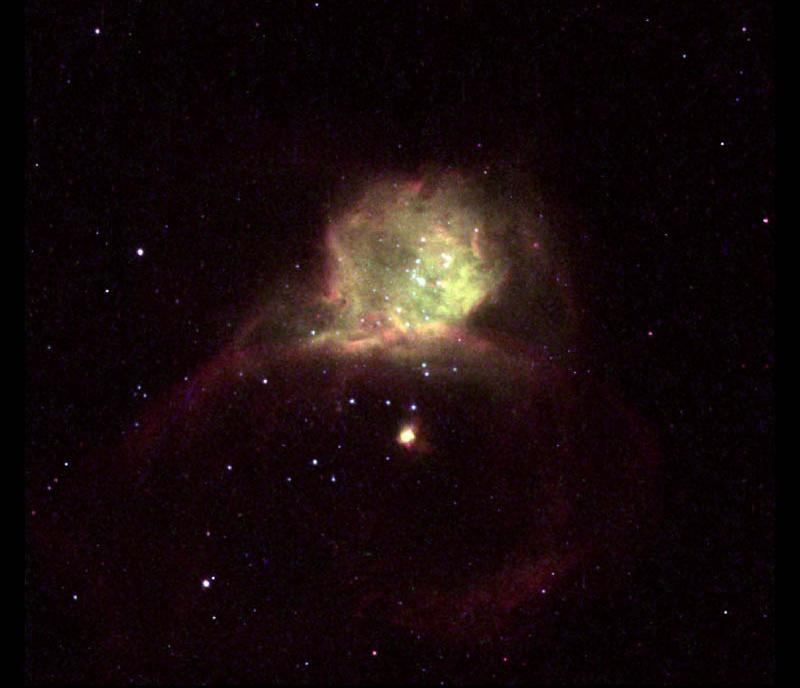
Regioni di Formazione Stellare in NGC 6822.

Edward Emerson Barnard fu lo scopritore nel 1884 di questa galassia per mezzo di un telescopio rifrattore da 6" di diametro. È grazie ad Edwin Hubble che identificò per primo nel 1925 al suo interno una quindicina di stelle variabili, undici delle quali Cefeidi, e studiò la distribuzione delle stelle fino a una magnitudine apparente pari a 19,4 che giunse alla conclusione della vera natura della galassia; fornì inoltre anche le caratteristiche spettrali, la luminosità e le dimensioni delle cinque nebulose diffuse individuate (si tratta in particolare di cinque regioni H II, fra le quali la Nebulosa Bolla locale e la Nebulosa Anello locale. Calcolò infine la magnitudine assoluta dell'intera galassia.
Le Cefeidi individuate da Hubble hanno ricoperto un ruolo fondamentale nell'evoluzione dell'astronomia: utilizzando la relazione periodo-luminosità delle Cefeidi egli fu in grado di determinare una distanza di oltre 700.000 anni luce, diventando così il primo sistema oltre le Nubi di Magellano ad avere una distanza accuratamente misurata (Edwin Hubble continuò su questa strada per la Galassia di Andromeda e la Galassia del Triangolo). Questa misurazione superava di gran lunga il valore di 300.000 anni luce stabilito da Harlow Shapley per le dimensioni dell'Universo. I dati dello studio di Hubble fecero concludere il Grande Dibattito del 1920 fra Heber Doust Curtis e Shapley sulle dimensioni dell'Universo e sulla natura di quelle che all'epoca venivano chiamate "nebulose a spirale": diventò chiaro che queste nebulose a spirale altro non erano che galassie a spirale indipendenti poste all'esterno della Via Lattea.
Nel 1977, Paul W. Hodge estese la lista delle regioni H II individuate da Barnard nella galassia portandola a 16 oggetti; oggi se ne conoscono oltre 150.

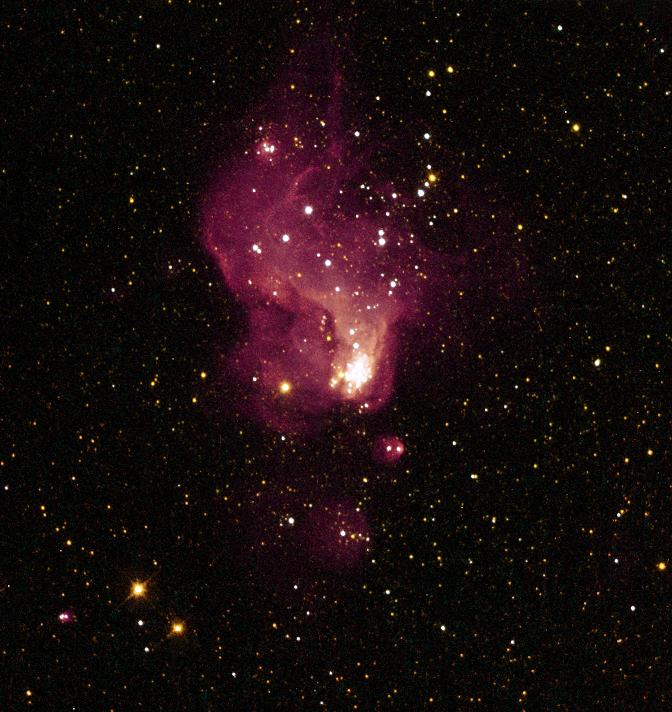
Una regione H II in NGC 6822.